# Sonia Chase
Sonia Lynn Chase (Baltimora, 9 marzo 1976) è un'ex cestista statunitense, professionista nella WNBA.

## Carriera
È stata selezionata dalle Charlotte Sting al quarto giro del Draft WNBA 1998 (37ª scelta assoluta).